# Bâtiment du lycée Svetozar Marković de Subotica
Le bâtiment du lycée Svetozar Marković de Subotica (en serbe cyrillique : Зграда гимназије Светозар Марковић у Суботици ; en serbe latin : Zgrada gimnazije Svetozar Marković u Subotici) est situé à Subotica, dans la province de Voïvodine et dans le district de Bačka septentrionale, en Serbie. Il est inscrit sur la liste des monuments culturels protégés de la République de Serbie (identifiant no SK 1799).

## Présentation

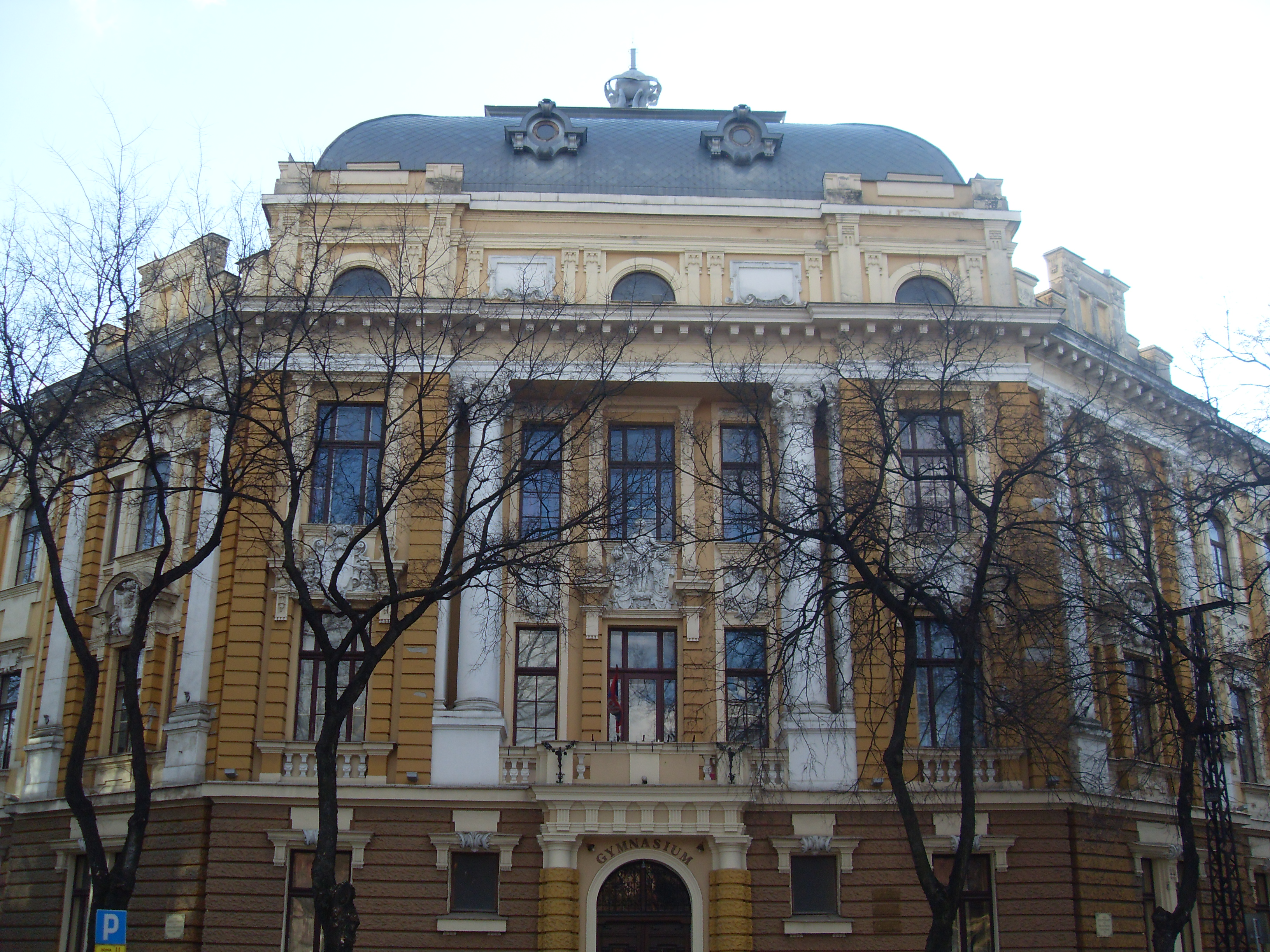
Détail de la façade.

Le « vieux lycée » (en serbe : stara gimnazija) avait été construit en 1817 mais, en 1895, le sénat de la ville de Subotica a pris la décision de faire construire un nouvel établissement selon un projet de l'architecte Ferenc Raichle,. Cet édifice de deux étages, situé à l'angle des rues Petefi Šandora et Tivalda Felegija, a été conçu dans l'esprit du baroque tardif aussi bien à l'extérieur qu'à l'intérieur.
Le plan du bâtiment, irrégulier, prend grosso modo la forme de la lettre « V ». La décoration des façades sur rue se concentre autour des ouvertures, avec des motifs floraux et géométriques à chaque étage, aussi bien sur l'avancée principale en diagonale que sur les ailes latérales. L'avancée est décorée de deux colonnes massives aux chapiteaux corinthiens. Le toit prend la forme d'un dôme aplati couvert de plaques d'étain ; l'attique est rythmé par une succession de pilastres et d'ouvertures demi-circulaires.
Au premier étage, le portail principal est surmonté d'une statue grandeur nature représentant un jeune homme nu, les mains appuyées sur des volutes baroques. Les deux ailes de l'édifice sont ornées de portails en fer forgé avec des motifs floraux.
À l'intérieur se trouve un vaste vestibule avec un grand escalier baroque à trois ailes.